# ルイジ・ボニーノ
ルイジ・ボニーノ（Luigi Bonino、 1949年10月4日 - ）は、イタリア出身のバレエダンサーである。

## プロフィール
イタリア北部の街、ブラに生まれる。10歳からトリノでバレエを始め、1973年にクルベリ･バレエ団に入団する。
1975年にフランス国立マルセイユ・ローラン・プティバレエ団に移籍し、『コッペリア』のコッペリウス、『ノートルダム・ド・パリ』のフロロ、『こうもり』のウルリッヒなど、プティ作品の主要な役を任される。
1991年のプティ振付『ダンシング・チャップリン』は、ボニーノあっての作品と賞賛を受けた。彼に対するプティの信頼は厚く、海外等で自作を上演する際には、振付指導を任せている。
日本でも新国立劇場や牧阿佐美バレヱ団等への客演によって、知名度が高い。2009年4月には、草刈民代がプロデュースした公演「エスプリ～ローラン・プティの世界～」にも参加した。
2011年に公開された映画『ダンシング・チャップリン』では、草刈とともに主演を務めた。

## 出演

### 映画
- 『しあわせ』（原題：Hasards ou coïncidences、クロード・ルルーシュ監督、1998年）
- 『ダンシング・チャップリン』（周防正行監督、2011年）